# Trevor Blokdyk
Trevor Blokdyk (n. 30 noiembrie 1935 – d. 19 martie 1995) a fost un pilot sud-african de Formula 1 care a evoluat în Campionatul Mondial în 1963 și 1965.
1. ↑   https://www.motorsportmagazine.com/database/drivers/trevor-blokdyk Lipsește sau este vid: |title= (ajutor)